# Cimitero di San Martino a Gangalandi
Il cimitero di San Martino a Gangalandi è il più grande cimitero di Lastra a Signa, gestito dalla Venerabile Arciconfraternita della Misericordia di Lastra a Signa.

## Storia
Nel 1855, in seguito al divieto di sepoltura all'interno della vicina pieve di San Martino a Gangalandi, si decise di costruire un nuovo cimitero su un terreno del poggio Gangalandi donato dalla Venerabile Arciconfraternita della Misericordia di Firenze.
La progettazione fu affidata ad Angiolo Cappiardi che concepì l'edificio con un carattere neogotico così da conferirgli uno stampo monumentale. Nel 1866 vennero iniziati i lavori veri e propri, a partire dal loggiato destinato alla sepoltura dei Capi di Guardia dell'arciconfraternita. 
Inaugurato nel 1867 è stato ampliato negli anni successivi sempre in stili differenti, attinenti al periodo storico, con una parte bassa detta cimitero comunale e una nuova ala nel cimitero della Misericordia.

## Descrizione

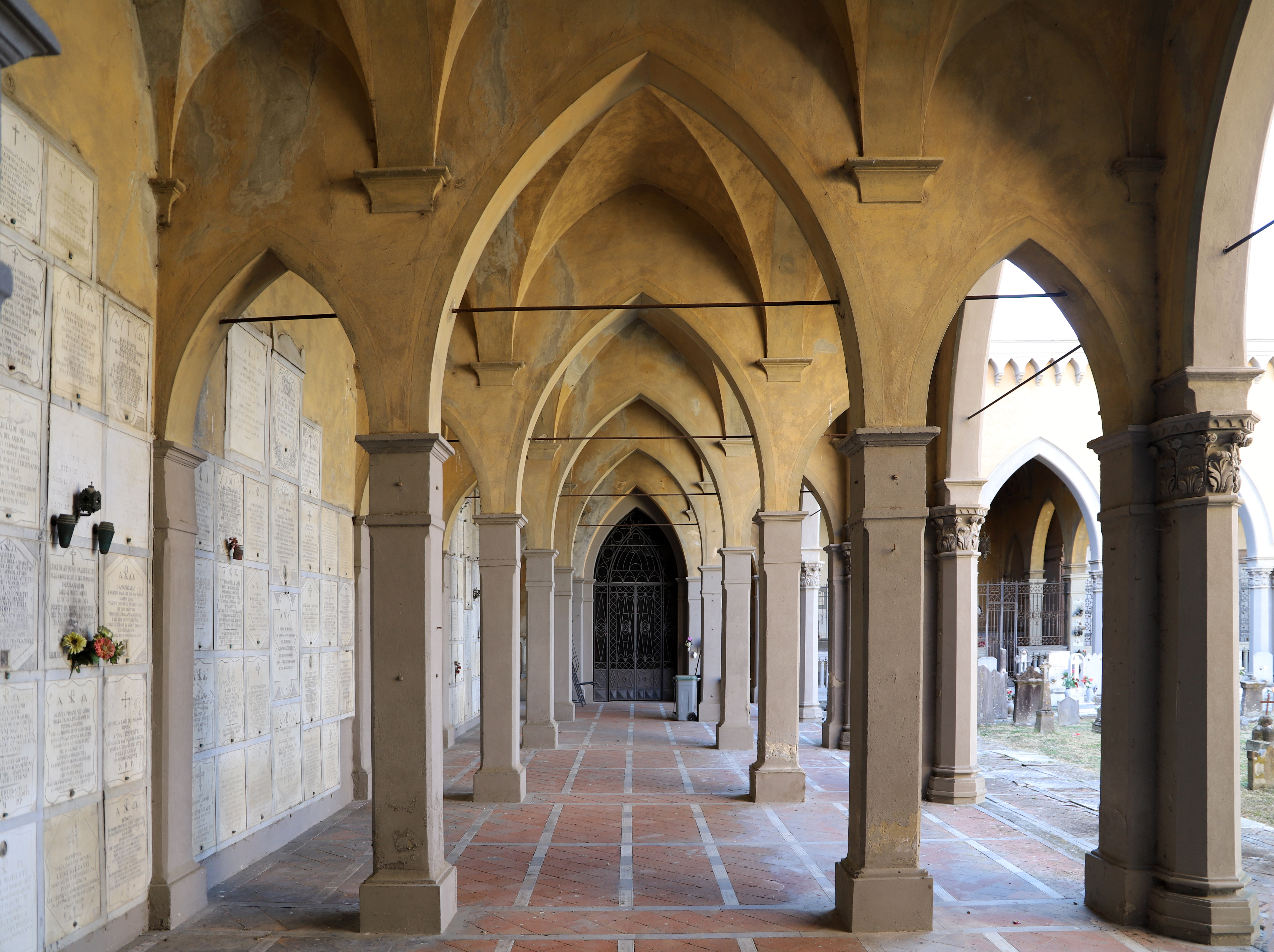
Il loggiato dei Capi di Guardia

Il cimitero ha un ingresso monumentale in stile neogotico, che introduce ai campi di sepoltura; questi sono organizzati, senza soluzione di continuità, in due campi rettangolari, più vicini all'ingresso, e uno retrostante a forma di campana. Al centro si trova la cappella della Misericordia, sulla cui parete esterna posteriore si trova la lapide bronzea ai Caduti della prima guerra mondiale, opera giovanile di Mario Moschi (1920). Tutto intorno ai campi corrono le cappelle gentilizie, con l'esclusione del lato destro dove si trovano i loggiati dei Capi di Guardia e di San Francesco, quest'ultimo riservato alle sepolture storiche dei bambini.
A sinistra si accede invece ai corridoi moderni, destinati per lo più alla sepoltura in loculi, con quattro cappelle gentilize interne.

## Personalità sepolte
Nel cimitero di San Martino a Gangalandi riposano Egisto Pandolfini, Egisto Ferroni, Ottavio Frosini e Alessandro Bicchierai. Vi è inoltre sepolto l'architetto del complesso, Angiolo Cappiardi.